# Вэй Мэн
Вэй Мэн (кит. 魏 萌; род. 14 июня 1989, Шаньдун) — китайская спортсменка, стрелок, выступающая в дисциплине скит, призёр чемпионатов мира и Азиатских игр.

## Карьера
На Азматских играх 2010 года выиграла золотую медаль, выступая в командном ските.
На Чемпионате Азии по стрельбе в 2011 году завоевала две медали золото (в командном) и серебро (в личном) турнире.
На Олимпийских играх 2016 года выступала в соревнование по стрельбе в дисциплине дошла до полуфинала, а затем уступив в борьбе за бронзовую медаль американке Кимберли Роуд. С 2017 по 2019 годы она завоевала ряд медалей, включая три золотые медали на чемпионатах Азии, а также серебро и бронзу на чемпионате мира 2019 года.
На Олимпийских играх 2020 года в соревнованиях в дисциплине скит завоевала бронзовую медаль, уступив в финале американке Эмбер Инглиш и итальянке Диане Бакози.